# Novopangea

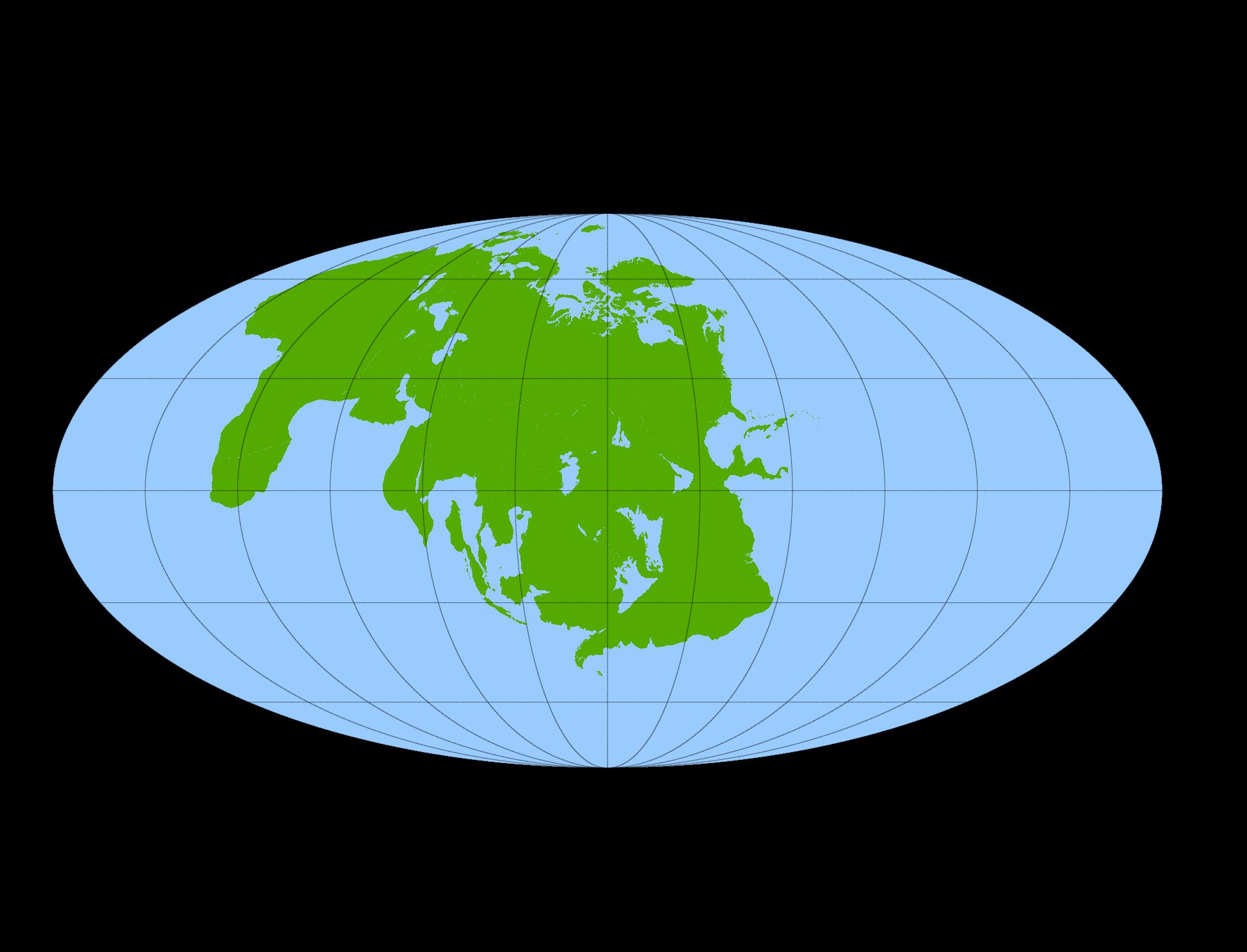
Ipotetica mappa di Novopangaea, tra circa 200 milioni di anni

La Novopangea è un possibile supercontinente futuro descritto per la prima volta da Roy Livermore (ora presso l'Università di Cambridge) alla fine del 1990. Si presuppone la chiusura dell'oceano Pacifico, la collisione dell'Australia con l'Asia orientale, sollevando una catena montuosa paragonabile all'attuale Himalaya e il movimento dell'Antartide verso nord.

## Altre supposizioni
Il paleogeologo Ronald Blakey disse che i movimenti delle placche nei prossimi 100 milioni di anni saranno abbastanza prevedibili, ma oltre questo lasso di tempo no. Per questo motivo, va detto che i movimenti delle placche sono in genere molto costanti, ma possono tuttavia verificarsi cambiamenti. Per questo, oltre alla Novopangea, sono stati pensati altri due possibili supercontinenti futuri, l'Amasia e la Pangea Ultima.